# Timelesz
Timelesz (Eigenschreibweise in Kleinbuchstaben) ist eine japanische J-Pop-Boygroup aus der Talentschmiede von Johnny & Associates. Sie wurde im Jahr 2011 unter dem Namen Sexy Zone gegründet.

## Geschichte
Am 29. September 2011 begannen sie ihre offizielle Karriere. Das jüngste Mitglied, Marius Yo, war damals 11 Jahre alt. Das bedeutet, dass er der jüngste Sänger bei Johnny & Associates ist. Ihre erste Single Sexy Zone war außerdem der offizielle Song der Volleyball-Weltmeisterschaft 2012.
Ende Jahr 2017 hatte die Band einen Gastauftritt in der 3. Staffel der Netflix-Serie Fuller House. Am 1. April 2024 gaben die Mitglieder die Änderung des Gruppennamens in timelesz bekannt. Zudem wurde angekündigt, dass die Gruppe ein neues Mitglied casten werde, da Kento Nakajima die Gruppe am Vortag verlassen habe.

## Mitglieder
- Fūma Kikuchi (菊池 風磨), Geburtsort: Präfektur Tokio, Geburtstag: 7. März 1995
- Shōri Satō (佐藤 勝利), Geburtsort: Präfektur Tokio, Geburtstag: 30. Oktober 1996
- Sō Matsushima (松島 聡), Geburtsort: Präfektur Shizuoka, Geburtstag: 27. November 1997

### Ehemalige Mitglieder
- Marius Yō (マリウス 葉), Geburtsort: Heidelberg, Geburtstag: 30. März 2000
- Kento Nakajima (中島 健人), Geburtsort: Präfektur Tokio, Geburtstag: 13. März 1994

## Diskografie

### Alben
| Jahr | Titel                          | Höchstplatzierung, Gesamtwochen, AuszeichnungChartsChartplatzierungen (Jahr, Titel, Platzierungen, Wochen, Auszeichnungen, Anmerkungen) | Anmerkungen                                         |
| Jahr | Titel                          | JP | Anmerkungen                                         |
| ---- | ------------------------------ | --- | --------------------------------------------------- |
| 2012 | One Sexy Zone                  | JP1 Gold · (33 Wo.)JP | Erstveröffentlichung: 14. November 2012             |
| 2014 | Sexy Second                    | JP1 Gold · (24 Wo.)JP | Erstveröffentlichung: 19. Februar 2014              |
| 2015 | Sexy Power3                    | JP1 Gold · (13 Wo.)JP | Erstveröffentlichung: 11. März 2015                 |
| 2016 | Welcome to Sexy Zone           | JP1 Gold · (19 Wo.)JP | Erstveröffentlichung: 24. Februar 2016              |
| 2016 | Sexy Zone 5th Anniversary Best | JP1 Gold · (82 Wo.)JP | Erstveröffentlichung: 16. November 2016 Kompilation |
| 2018 | XYZ=repainting                 | JP1 Gold · (46 Wo.)JP | Erstveröffentlichung: 14. Februar 2018              |
| 2019 | Pages                          | JP1 Gold · (23 Wo.)JP | Erstveröffentlichung: 13. März 2019                 |
| 2020 | Pop × Step!?                   | JP1 Gold · (54 Wo.)JP | Erstveröffentlichung: 5. Februar 2020               |
| 2021 | SZ10th                         | JP1 Platin · (111 Wo.)JP | Erstveröffentlichung: 3. März 2021 Kompilation      |
| 2022 | The Highlight (ザ・ハイライト) | JP1 Gold · (36 Wo.)JP | Erstveröffentlichung: 1. Juni 2022                  |
| 2023 | Chapter II                     | JP1 Gold · (37 Wo.)JP | Erstveröffentlichung: 7. Juni 2023                  |
| 2024 | Timelesz                       | JP1 Gold · (27 Wo.)JP | Erstveröffentlichung: 16. Juni 2024                 |
| 2025 | Fam                            | JP— ×2DoppelplatinJP | Erstveröffentlichung: 11. Juni 2025                 |

### Singles
| Jahr | Titel Album                                                                                  | Höchstplatzierung, Gesamtwochen, AuszeichnungChartsChartplatzierungen (Jahr, Titel, Album, Platzierungen, Wochen, Auszeichnungen, Anmerkungen) | Anmerkungen                              |
| Jahr | Titel Album                                                                                  | JP | Anmerkungen                              |
| ---- | -------------------------------------------------------------------------------------------- | --- | ---------------------------------------- |
| 2011 | Sexy Zone One Sexy Zone                                                                      | JP1 Platin · (78 Wo.)JP | Erstveröffentlichung: 16. November 2011  |
| 2012 | Lady Diamond One Sexy Zone                                                                   | JP1 Gold · (55 Wo.)JP | Erstveröffentlichung: 11. April 2012     |
| 2012 | Sexy Summer ni yuki ga huru (Sexy Summer に雪が降る) One Sexy Zone                           | JP1 Gold · (38 Wo.)JP | Erstveröffentlichung: 3. Oktober 2012    |
| 2013 | Real Sexy! / Bad Boys Sexy Second                                                            | JP1 Gold · (24 Wo.)JP | Erstveröffentlichung: 1. Mai 2013        |
| 2013 | Byebye Dubai ~See You Again~ (バィバィDuバィ ~See You Again~) / A My Girl Friend Sexy Second | JP1 Gold · (20 Wo.)JP | Erstveröffentlichung: 9. Oktober 2013    |
| 2014 | King & Queen & Joker Sexy Power3                                                             | JP1 Gold · (16 Wo.)JP | Erstveröffentlichung: 14. Mai 2014       |
| 2014 | Otoko never give up Sexy Power3                                                              | JP1 Gold · (27 Wo.)JP | Erstveröffentlichung: 1. Oktober 2014    |
| 2014 | Kimi ni Hitomebore Sexy Power3                                                               | JP1 (29 Wo.)JP | Erstveröffentlichung: 19. November 2014  |
| 2015 | Cha-Cha-Cha Champion Welcome to Sexy Zone                                                    | JP1 Gold · (28 Wo.)JP | Erstveröffentlichung: 1. Juli 2015       |
| 2015 | Colorful Eyes Welcome to Sexy Zone                                                           | JP1 Gold · (31 Wo.)JP | Erstveröffentlichung: 16. Dezember 2015  |
| 2016 | 勝利の日まで Shori no hi made Sexy Zone 5th Anniversary Best                                 | JP1 Gold · (22 Wo.)JP | Erstveröffentlichung: 3. Mai 2016        |
| 2016 | よびすて Yobisute XYZ=Repainting                                                             | JP1 Gold · (29 Wo.)JP | Erstveröffentlichung: 19. Oktober 2016   |
| 2017 | Rock Tha Town XYZ=Repainting                                                                 | JP1 Gold · (20 Wo.)JP | Erstveröffentlichung: 29. März 2017      |
| 2017 | ぎゅっと Gyutto XYZ=Repainting                                                               | JP1 Gold · (67 Wo.)JP | Erstveröffentlichung: 4. Oktober 2017    |
| 2018 | Innocent Days Pages                                                                          | JP1 Gold · (57 Wo.)JP | Erstveröffentlichung: 6. Juni 2018       |
| 2018 | Karakuri Darake no Tenderness / カラクリだらけのテンダネス/すっぴんKiss Pages                | JP1 Gold · (56 Wo.)JP | Erstveröffentlichung: 5. Dezember 2018   |
| 2019 | Kirin no Ko (麒麟の子) / Honey Honey Pop × Step!?                                            | JP1 Gold · (72 Wo.)JP | Erstveröffentlichung: 23. Oktober 2019   |
| 2020 | Run SZ10th                                                                                   | JP1 Platin · (51 Wo.)JP | Erstveröffentlichung: 5. August 2020     |
| 2020 | Not Found SZ10th                                                                             | JP1 Platin · (20 Wo.)JP | Erstveröffentlichung: 4. November 2020   |
| 2021 | Let’s Music The Highlight                                                                    | JP1 Gold · (63 Wo.)JP | Erstveröffentlichung: 24. März 2021      |
| 2021 | Natsu no Hydrangea (夏のハイドレンジア) The Highlight                                        | JP1 Platin · (42 Wo.)JP | Erstveröffentlichung: 4. August 2021     |
| 2022 | Trust Me, Trust You. Chapter II                                                              | JP1 Platin · (33 Wo.)JP | Erstveröffentlichung: 7. September 2022  |
| 2023 | Cream Chapter II                                                                             | JP1 Platin · (38 Wo.)JP | Erstveröffentlichung: 3. Mai 2023        |
| 2023 | Honne to Tatemae (本音と建前) Timelesz                                                       | JP1 Platin · (30 Wo.)JP | Erstveröffentlichung: 20. September 2023 |
| 2023 | Jinsei Yūgi (人生遊戯) Timelesz                                                              | JP1 Gold · (18 Wo.)JP | Erstveröffentlichung: 13. Dezember 2023  |
| 2024 | Puzzle Timelesz                                                                              | JP1 Platin · (14 Wo.)JP | Erstveröffentlichung: 6. März 2024       |
| 2024 | Because –                                                                                    | JP1 Platin · (13 Wo.)JP | Erstveröffentlichung: 20. November 2024  |

### Videoalben
| Jahr | Titel                                            | Höchstplatzierung, Gesamtwochen, AuszeichnungChartsChartplatzierungen (Jahr, Titel, Platzierungen, Wochen, Auszeichnungen, Anmerkungen) | Anmerkungen                             |
| Jahr | Titel                                            | JP | Anmerkungen                             |
| ---- | ------------------------------------------------ | --- | --------------------------------------- |
| 2012 | Sexy Zone Arena Konzert 2012                     | JP1 (31 Wo.)JP | Erstveröffentlichung: 15. August 2012   |
| 2013 | Jonny’s Dome Theater ~Summary 2012~ Sexy Zone    | JP2 (16 Wo.)JP | Erstveröffentlichung: 13. Februar 2013  |
| 2013 | Sexy Zone Japan Tour 2013                        | JP1 (29 Wo.)JP | Erstveröffentlichung: 28. August 2013   |
| 2014 | Sexy Zone Spring Tour Sexy Second DVD            | JP1 (19 Wo.)JP | Erstveröffentlichung: 12. August 2014   |
| 2015 | Sexy Zone summer concert 2014                    | JP2 (12 Wo.)JP | Erstveröffentlichung: 14. Januar 2015   |
| 2015 | Sexy Zone Sexy Power Tour                        | JP1 (21 Wo.)JP | Erstveröffentlichung: 9. September 2015 |
| 2016 | Welcome to Sexy Zone Tour (DVD)                  | JP1 (41 Wo.)JP | Erstveröffentlichung: 7. September 2016 |
| 2017 | Sexy Zone Presents Sexy Tour 2017 ～ Stage (DVD) | JP1 Gold · (107 Wo.)JP | Erstveröffentlichung: 6. September 2017 |
| 2019 | Sexy Zone repainting Tour 2018 (DVD)             | JP1 Gold · (62 Wo.)JP | Erstveröffentlichung: 9. Januar 2019    |
| 2019 | Sexy Zone Live Tour 2019 Pages (DVD)             | JP1 Gold · (68 Wo.)JP | Erstveröffentlichung: 28. August 2019   |
| 2021 | Sexy Zone Pop × Step!? Tour 2020                 | JP1 Gold · (56 Wo.)JP | Erstveröffentlichung: 10. Februar 2021  |
| 2022 | Sexy Zone Anniversary Tour 2021 SZ10th           | JP1 Gold · (49 Wo.)JP | Erstveröffentlichung: 26. Januar 2022   |
| 2023 | Sexy Zone Dome Tour 2022 The Highlights          | JP1 Gold · (53 Wo.)JP | Erstveröffentlichung: 8. März 2023      |
| 2024 | Sexy Zone Live Tour 2023 ChapterII in Dome       | JP1 Gold · (40 Wo.)JP | Erstveröffentlichung: 24. April 2024    |

### Auszeichnungen für Musikverkäufe
Anmerkung: Auszeichnungen in Ländern aus den Charttabellen bzw. Chartboxen sind in ebendiesen zu finden.
| Land/RegionAuszeichnungen für Musikverkäufe (Land/Region, Auszeichnungen, Verkäufe, Quellen) | Gold       | Platin       | Verkäufe  | Quellen    |
| -------------------------------------------------------------------------------------------- | ---------- | ------------ | --------- | ---------- |
| Japan (RIAJ)                                                                                 | 35× Gold35 | 12× Platin12 | 6.500.000 | riaj.or.jp |
| Insgesamt                                                                                    | 35× Gold35 | 12× Platin12 |           |            |